# Wacław Leitgeber
Wacław Leitgeber (ur. 29 czerwca 1880 w Chojnicy, zm. w kwietniu 1940 w Katyniu) – polski inżynier, powstaniec wielkopolski, uczestnik wojny polsko-bolszewickiej, porucznik lotnictwa, komendant placu 3 pułku lotniczego na poznańskiej Ławicy, ofiara mordu dokonanego przez NKWD w Katyniu, III. wiceprezes Zarządu Głównego Związku Weteranów Powstań Narodowych R.P. 14/19 w 1932 roku. 

## Życiorys
Urodził się w rodzinie Bronisława (1846–1929), dzierżawcy majątku kościelnego w rodzinnej miejscowości, i Wandy z d. Grygorowicz (zm. 1893). Był bratem Czesława Kazimierza (1877–1947) - architekta, Władysława (1882–1965) i Bogdana (ur. 1884) - kupca. 
Po ukończeniu wyższego Wydziału Technicznego w Strelitz pracował w poznańskim magistracie na stanowisku miejskiego inżyniera, a w 1904 roku podjął samodzielną działalność gospodarczą (handel drzewem). 
W czasie I wojny światowej został wcielony do armii niemieckiej i walczył w 29. batalionie saperów na frontach wschodu i zachodu. Do Poznania powrócił w styczniu 1918 roku. Przystąpił do Polskiej Organizacji Wojskowej Zaboru Pruskiego, a po wybuchu powstania wielkopolskiego brał udział w przejmowaniu obiektów wojskowych i użyteczności publicznej, pełniąc obowiązki dowódcy kompanii Służby Straży i Bezpieczeństwa. W następnym roku walczył w powstaniu jako dowódca kompanii saperów, a od sierpnia brał udział w wojnie polsko-bolszewickiej w ramach związku operacyjnego Frontu Litewsko-Białoruskiego. Od jesieni 1920 roku pełnił stanowisko szefa zarządu fortyfikacyjnego Twierdzy Poznań. Został przeniesiony do rezerwy w 1921 roku w randze porucznika. 
W cywilu piastował stanowisko dyrektora Poznańskiej Spółki Drzewnej, później Towarzystwa Melioracyjnego Obry. Latem 1939 roku wstąpił ochotniczo do wojska i został mianowany komendantem placu 3 pułku lotniczego w poznańskiej Ławicy. W czasie wycofywania jednostek w kierunku stacji zbiorczej lotnictwa w Horodence, 18 września w okolicy Trembowli dostał się do niewoli sowieckiej i trafił do obozu w Kozielsku.
Został zamordowany w kwietniu 1940 w lesie katyńskim. Według urzędowego wykazu niemieckiego Amtliches Material zum Massenmord von Katyń zwłoki Wacława Leitgebera, pogrzebanego w mundurze, zarejestrowano pod pozycją 3553. Znaleziono przy nim kartę szczepień, legitymację odznaczeń i rachunek. Pochowany na Polskim Cmentarzu Wojennym w Katyniu.

## Ordery i odznaczenia
- Krzyż Niepodległości (20 grudnia 1932)[4]
- Krzyż Walecznych
- Srebrny Krzyż Zasługi (24 grudnia 1928)[5]